# Crvanj
Crvanj je planina u sjeveroistočnoj Hercegovini. Na sjeveru je omeđena Neretvom, s juga i jugozapada Nevesinjskim poljem, a s istoka prostranom visoravni Morine.
Građena je pretežno od trijaskih i jurskih vapnenaca s razvijenim krškim oblicima. Najviši vrhovi su Zimomor 1920 m, Previja 1856 m, Veliki Gradac 1850 m i Ledenica 1827 m. Slabo razvijenu riječnu mrežu čine Živanjski potok (pritoka Neretve) i otoka Uloškog jezera - potok Jezernica, koji se također ulijeva u Neretvu.
Sjeverni i sjeveroistočni dio planine je šumovit (hrast, bor), a ostalo je pod pašnjacima. Na planini se uglavnom nalaze privremena pastirska naselja.
To su naselja hrvatskih planištara koja datiraju od predturskih vremena, koja su imala svog kapelana. To su bili planištari iz Donje Hercegovine koji su živjeli i od Gornje Hercegovine. Crvanj je bio u vlasništvu humnjačkih Hrvata. Imali su posjede na koje su izlazili ljeti sa svojom stokom, a vremenom su brojne obitelji ostajali i zimi te su nastala katunska naselja i poslije i cijele obiteljske kuće.